# Барбадосско-японские отношения
Барбадосско-японские отношения — двусторонние дипломатические отношения между Барбадосом и Японией. Отношения между государствами были официально установлены 29 августа 1967 года. Япония аккредитована на Барбадосе своим региональным посольством в Порт-оф-Спейне (Тринидад и Тобаго) и почётным консульством в приходе Святого Георгия. Барбадос представлен в Японии через посла-нерезидента в Бриджтауне.

## История
В 1944 году у берегов Барбадоса была разбомблена японская подводная лодка I-52.
В 1966 году Япония была одним из 15 государств, принявших участие в резолюции Совета Безопасности ООН 230, принявшей Барбадос в Организацию Объединённых Наций.
В 1999 году официальные лица Барбадоса и Японии провели переговоры, направленные на снятие напряженности в связи с перевалкой ядерных материалов через Карибское море.
Экономическая торговля Барбадоса и Японии неуклонно росла в пользу Японии. В 2005 году Япония заняла четвёртое место на Барбадосе по финансированию проектов. В 2009 году Япония оказала техническое содействие и поддержку находящемуся на Барбадосе Карибскому агентству по чрезвычайным ситуациям в случае стихийных бедствий. 19 марта 2009 года в Бриджтауне была проведена 13-я встреча между Японией и КАРИКОМ.
В июле 2008 года старший вице-министр Японии Хитоши Кимура посетил Барбадос для переговоров на высоком уровне. В ходе обсуждений обе страны говорили о желании Барбадоса заключить с Японией Соглашение об избежании двойного налогообложения (DTA) для увеличения инвестиций и торговли между обеими странами. Кроме того, правительство Барбадоса обязалось поддержать заявку Японии на место в Совете Безопасности ООН на 2009—2010 годы. Также обсуждалось, что сквозным странам необходимо сосредоточить внимание на сотрудничестве в области изменения климата через организацию малых островных развивающихся государств. 
27 ноября 2011 года национальная телекомпания Барбадоса Карибская радиовещательная корпорация и телеканал Осака, выпустили совместный сериал под названием «От Бриджтауна до Токио», демонстрирующий японскую культуру и жителей Барбадоса, работающих в Японии. Одна из основных частей показывала барбадосскую учительницу английского языка, нанятую посольством Японии в Карибском бассейне, и ее опыт преподавания в Японии.
В марте 2015 года правительство Японии объявило о намерении сформировать новую восточно-карибскую дипломатическую миссию с базой на Барбадосе для обслуживания восточно-карибских территорий. Ожидается, что она откроется к январю 2016 года.
В феврале 2016 года посол Японии на Барбадосе Мицухико Окада объявил, что в Бриджтауне будет открыто новое прямое посольство на Барбадосе. 
В 2018 году постоянный посол Японии на Барбадосе и в восточной части Карибского бассейна подарил правительству Барбадоса оборудование для обеспечения аварийной устойчивости на сумму около 2 барбадосских долларов.
В июле 2020 года правительство Японии через местное посольство продлило стипендии для выпускников университетов Барбадоса, которые хотят изучать японский язык и продолжить обучение в Японии.

## Соглашения
По состоянию на 2009 год официальные лица Барбадоса и Японии обсуждали детали двустороннего Соглашения об избежании двойного налогообложения (DTA).